# بخاری سید ابوطاهر
طاهر نام یک دلال بین‌المللی در زمینه فن‌آوری هسته‌ای است که گفته می‌شود از طریق بازار سیاه زمینه فروش اورانیوم غنی‌شده و سانتریفیوژ را فراهم کرده‌است.
به نوشته نیویورک تایمز، مطابق اسناد نام کامل این شخص که تبعه سری‌لانکا است، بخاری سید ابوطاهر (به انگلیسی: Bukhary Seyed Abu Tahir) بوده و متولد ۱۷ آوریل ۱۹۵۹ در تامیل نادو هندوستان است.
جورج دبلیو بوش، رئیس‌جمهور وقت آمریکا در سال ۲۰۰۴ او را نماینده عبدالقدیر خان –ملقب به پدر اتمی پاکستان– نامید و مدعی شد که او از طریق یک شرکت کامپیوتری در دبی به عنوان یک شرکت صوری در شکبه هسته‌ای او فعالیت می‌کند. بوش همچنین او را به پول‌شویی و در اختیار قرار دادن فناوری ساخت بمب هسته‌ای به کره شمالی، لیبی و ایران متهم نمود.
طاهر که در مالزی بود توسط دولت این کشور دستگیر شد و ۴ سال زندانی بود. دولت مالزی در سال ۲۰۰۸ او را آزاد کرد.